# میکائیل گیورجیان (نقاش)
میکائیل گابریلی گیورجیان (ارمنی: Միքայել Գաբրիելի Գյուրջյան؛ زاده ۱۳ فوریهٔ ۱۹۲۸ - درگذشته ۱۵ فوریهٔ ۲۰۰۰) نقاش اهل ارمنستان بود.

## زندگی‌نامه
وی در ۱۳ فوریهٔ ۱۹۲۸ در ایروان در به دنیا آمد و از کالج دولتی هنرهای زیبای پانوس ترلمزیان و آکادمی دولتی هنرهای زیبای ارمنستان فارغ‌التحصیل گشت. وی گابریل گیورجیان بود. وی همچنین برنده جوایزی همچون نقاش شایسته ارمنستان شوروی شد. وی در ۱۵ فوریهٔ ۲۰۰۰ در سن ۷۲ سالگی در ایروان درگذشت.